# Jakob Wilhelm Huber

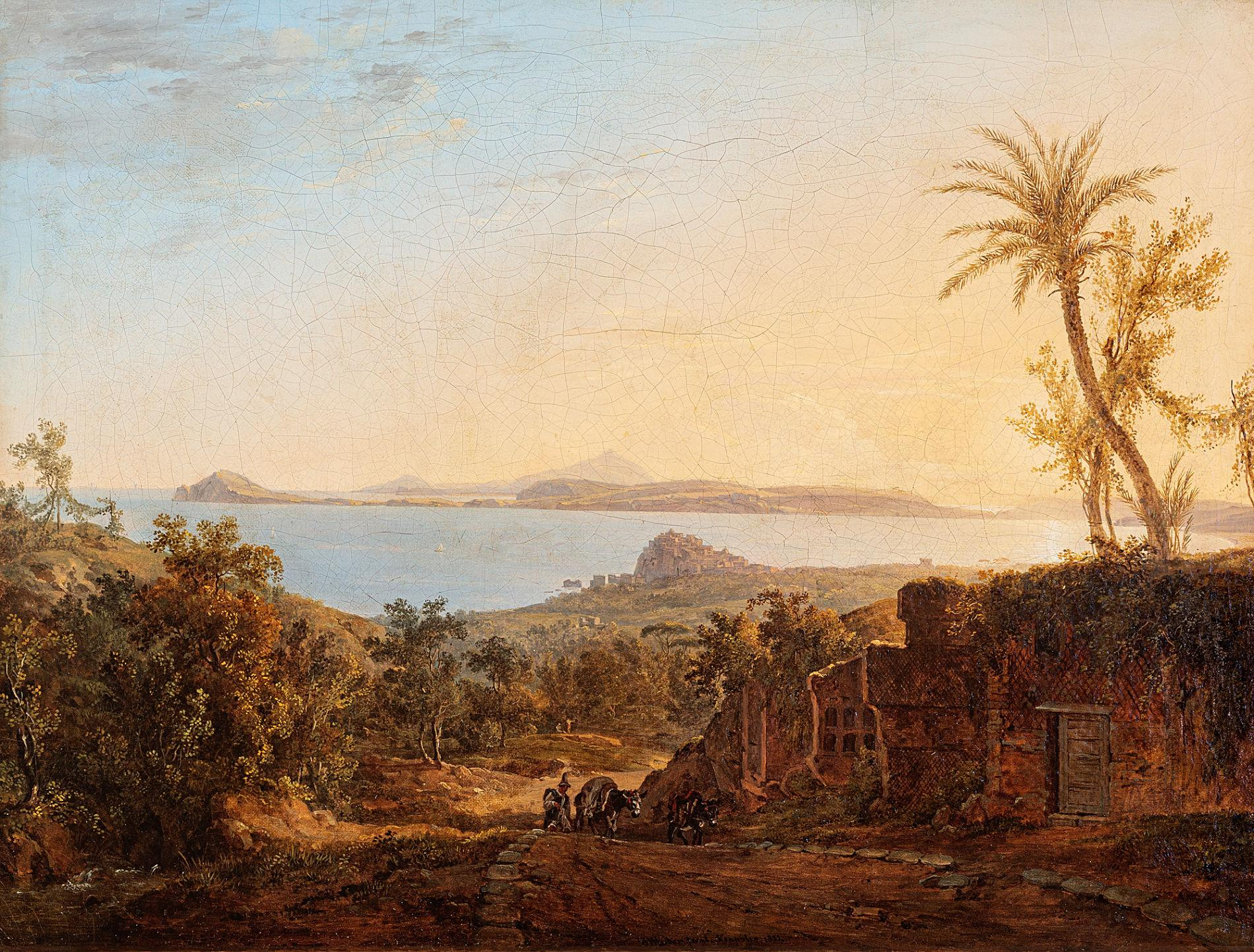
J.W.Hüber, Veduta dal golfo di Baia. 1821, olio su tela.

Jakob Wilhem Hüber (Dusseldorf, 6 dicembre 1797 – Zurigo, 3 giugno 1871) è stato un pittore tedesco.

## Biografia
Ricevette i primi insegnamenti dal padre Johann Kaspar e già nel 1808 si recò in un viaggio di studi a Monaco e Vienna. Nel 1810 arrivò in Italia per stabilirsi nel 1811 a Roma in cui soggiornò fino al 1814. Nel periodo romano entrò in contatto col pittore e connazionale Peter von Cornelius e probabilmente anche con l’olandese Anton Sminck van Pitloo iniziatore dal 1821 della napoletana scuola di Posillipo col quale avrebbe collaborato nel 1820 per una committenza ricevuta dal duca di Berwick.
Già durante il periodo romano, Hüber ebbe modo di visitare la Campania e di muoversi nel perimetro della pittura di paesaggio con il piglio della sperimentazione attraverso la realizzazione di piccole vedute finite principalmente all’acquerello e più raramente ad olio. Il Segretario della legazione inglese a Napoli Lord Napier, attribuì a Hüber il merito di aver introdotto l'uso degli acquerelli nella rappresentazione dei paesaggi meticolosamente dipinti.
Nel 1812 dipinse Marina di Lacco Ameno ad Ischia in uno studio all’acquerello imbastito dal vero sull’isola secondo un impianto settecentesco in cui l’indagine diretta del paesaggio è minuziosamente risolta nel dettaglio.
In viaggio verso la Sicilia si soffermò ancora a Napoli nel 1816 come testimonia la seppia acquerellata Scavi di Pompei  che riporta oltre alla data, l’annotazione manoscritta di Giacinto Gigante “disegnato colla camera lucida dal mio maestro Huber”.
Successivamente, allettato dalle numerose committenze del turismo colto dell’epoca, principalmente inglese, Hüber si stabilì a Napoli dal 1819 al 1821 ove tenne studio ed ebbe per allievi Raffaele Carelli, Achille Vianelli e il giovinetto Giacinto Gigante i quali in breve sarebbero divenuti fra i migliori e meglio dotati esponenti della nascente scuola di Posillipo sotto la guida illuminata del maestro Antonio Pitloo. In questo periodo di apprendistato i tre allievi si istruirono al paesismo e familiarizzarono con l’uso della camera lucida ed al rispetto delle prospettive. 
Una seppia su carta del 1820, tecnica in cui primeggiava, dal titolo Figure in un boschetto sopra la baia di Napoli è conservata al Metropolitan Museum of Art di New York , mentre rilevanti e piuttosto aderenti al modello posillipista sono i suoi infrequenti lavori ad olio del periodo napoletano in cui già si identifica il sentimento della luce come ne La Grotta di Posillipo presso Napoli , Veduta di Lacco Ameno ad Ischia   e una Veduta dal golfo di Baia locata e datata Neapolis 1821.
Nel corso del 1821 lasciò Napoli e sebbene avesse progettato di ritornare in Italia, risiedette in Svizzera per tutta la vita continuando a dipingere sui disegni raffiguranti i paesaggi della sua amata patria adottiva.
A Zurigo pubblicò i suoi ricordi d’Italia come il Voyage pittoresque en Sicilie edito nel ‘25 da J.F. Osterward che contenevano sei tavole tradotte all’acquatinta e Vues pittoresques des ruines les plus remarquables de l'ancienne ville de Pompéi.
Complessivamente dipinse seppie, acquerelli, qualche gouache e pochi lavori ad olio.